# رئيس كوريا الجنوبية
يُعَد رئيس كوريا الجنوبية (الكورية: 대한민국 대통령) حسب الدستور زعيمَ الدولة والرئيس التنفيذي للحكومة والقائد الأعلى للجيش. ينتخب الرئيس الكوري منذ سنة 1987 عن طريق الانتخاب المباشر لمدة خمس سنوات. كان يتم انتخاب الرئيس قبل ذلك عن طريق الانتخاب غير المباشر. يجب أن تقام الانتخابات قبل ثلاثين يوما على الأقل من انتهاء المدة الانتخابية للرئيس الموجود في الحكم.
ينص الدستور وقانون الانتخابات الرئاسية المعدل لعام 1987 على انتخاب الرئيس بالاقتراع السري المباشر، مما ينهي ستة عشر عامًا من الانتخابات الرئاسية غير المباشرة في ظل الحكومتين السابقتين. يتم انتخاب الرئيس مباشرة لولاية مدتها خمس سنوات، مع عدم وجود إمكانية لإعادة انتخابه. في حالة حدوث شاغر رئاسي، يجب انتخاب من يخلفه في غضون ستين يومًا، يتم خلالها أداء المهام الرئاسية من قبل رئيس وزراء كوريا الجنوبية أو غيره من كبار أعضاء مجلس الوزراء بترتيب الأولوية على النحو الذي يحدده القانون. أثناء وجوده في منصبه، يعيش الرئيس التنفيذي في («البيت الأزرق»)، وهو معفى من المسؤولية الجنائية (باستثناء العصيان أو الخيانة).
مون جاي إن، محامي حقوق الإنسان السابق ورئيس موظفي الرئيس آنذاك روه مو هيون، تولى منصب رئيس كوريا الجنوبية في 10 مايو 2017 فور انتخابه بأغلبية 41.1٪، على النقيض من 24.0٪ و 21.4٪ فاز بها خصومه الرئيسيين، المحافظ هونغ جون-بيو والوسط آهن تشول-سو، على التوالي، ليحلوا دستوريًا محل بارك غن هي بعد إقالتها من المنصب.
من المقرر أن يتولى يون سوك يول من حزب سلطة الشعب منصبه في 10 مايو 2022، بعد أن هزم مرشح الحزب الديمقراطي لي جاي ميونغ في انتخابات الرئاسة الكورية الجنوبية لعام 2022.

## التعويضات وامتيازات المنصب
اعتبارًا من عام 2021، يتقاضى الرئيس راتباً قدره 240.648.000 وون بالإضافة إلى حساب مصروفات غير معلنة لتغطية السفر والسلع والخدمات أثناء وجوده في منصبه.
بالإضافة إلى ذلك، تحتفظ رئاسة الجمهورية بمكتب البيت الأزرق ومكتب رئيس الوزراء في سيول. Chongri Gonggwan هو رئيس وزراء المقر الرسمي للجمهورية ومكان العمل الرسمي. يُسمح لرئيس الوزراء باستخدام جميع المكاتب والمساكن الحكومية الرسمية الأخرى.
الرئيس أيضا لديه العديد من المكاتب الإقليمية وخاصة في المدن الكبرى جاهزة لاستقبال الرئيس في أي وقت. على الرغم من أنها ليست مساكن، إلا أنها مملوكة للحكومة الوطنية وتستخدم عندما يكون الرئيس في المنطقة أو المدينة.
بالنسبة للسفر البري، يستخدم الرئيس سيارة هيونداي نيكسو الرياضية متعددة الاستخدامات المعدلة للغاية لتكون بمثابة السيارة الرئاسية للدولة. بالنسبة للسفر الجوي ، يستخدم الرئيس طائرة معدلة للغاية وهي نسخة عسكرية من طائرة بوينج 747-400 مع علامة النداء Code One وطائرة هليكوبتر معدلة للغاية وهي نسخة عسكرية من سيكورسكي إس-92 التي تعمل كطائرة هليكوبتر رئاسية.

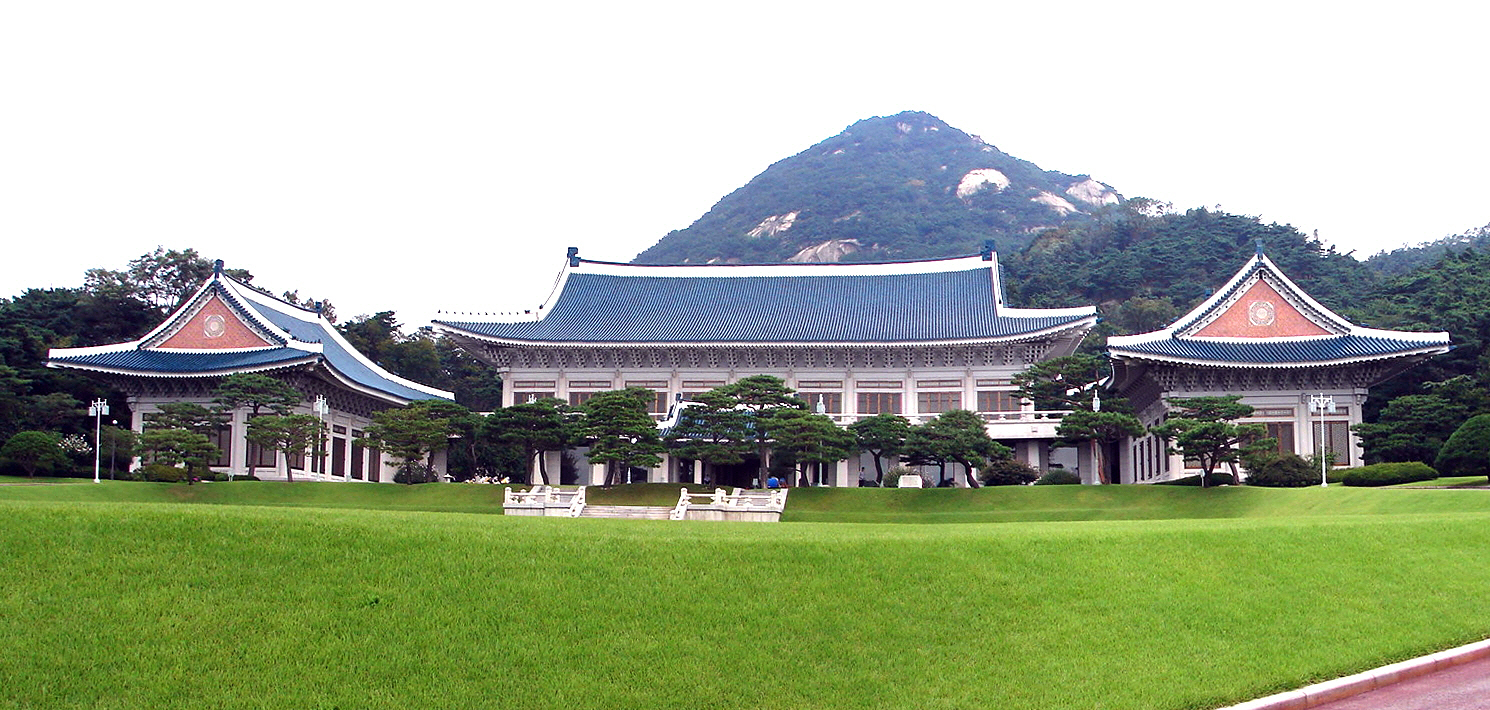
البيت الازرق

## رؤساء كوريا الجنوبية (1948 - الآن)
| #  | الاسم        | بداية الفترة   | نهاية الفترة   | مدة الولاية        | الصورة  |
| -- | ------------ | -------------- | -------------- | ------------------ | ------- |
| 1  | إي سنغ مان   | 20 يوليو 1948  | 26 أبريل 1960  | 11 سنوات و281 أيام |         |
| 2  | ين بو سون    | 13 أغسطس 1960  | 22 مارس 1962   | 1 سنة و221 أيام    |         |
| 3  | بارك شونغ-هي | 22 مارس 1962   | 26 أكتوبر 1979 | 17 سنوات و218 أيام |         |
| 4  | تشوي كيو ها  | 26 أكتوبر 1979 | 16 أغسطس 1980  | 295 أيام           |         |
| 5  | تشون دو هوان | 16 أغسطس 1980  | 24 فبراير 1988 | 7 سنوات و192 أيام  |         |
| 6  | روو تاي وو   | 25 فبراير 1988 | 25 فبراير 1993 | 5 سنوات و0 أيام    | لا إطار |
| 7  | كم يونغ سام  | 25 فبراير 1993 | 25 فبراير 1998 | 5 سنوات و0 أيام    |         |
| 8  | كم داي جنغ   | 25 فبراير 1998 | 25 فبراير 2003 | 5 سنوات و0 أيام    |         |
| 9  | روه مو هيون  | 25 فبراير 2003 | 25 فبراير 2008 | 5 سنوات و0 أيام    |         |
| 10 | إي ميونغ باك | 25 فبراير 2008 | 25 فبراير 2013 | 5 سنوات و0 أيام    |         |
| 11 | بارك غن هي   | 25 فبراير 2013 | 10 مارس 2017   | 4 سنوات و13 أيام   |         |
| 12 | مون جاي إن   | 10 مايو 2017   | 10 مايو 2022   | 5 سنوات و61 أيام   |         |
| 13 | يون سوك يول  | 10 مايو 2022   | 4 أبريل 2025   | 8 سنوات و25 أيام   | لا إطار |
| 14 | لي جاي ميونغ | 4 أبريل 2025   | الحالي         | 115 أيام           | لا إطار |